# 청학중학교
청학중학교(靑鶴中學校)는 대한민국 인천광역시 연수구 청학동에 있는 공립 중학교이다.

## 학교 연혁
- 1994년 7월 7일 : 청학중학교 착공
- 1995년 3월 1일 : 김주달 초대 교장 취임
- 1995년 3월 2일 : 개교, 제1회 입학식, 14학급 663명 입학
- 1998년 2월 16일 : 제1회 졸업식(757명 졸업)
- 2018년 4월 25일 : 다목적 강당 증축
- 2023년 1월 11일 : 제26회 졸업식(113명, 연인원 9,238명)
- 2023년 9월 1일 : 제13대 서용식 교장 취임
- 2024년 3월 4일 : 제30회 입학식(92명)

## 참고 자료
- 청학중학교 - 한국교육학술정보원 학교알리미